# The Big City (1928)
The Big City is een Amerikaanse misdaadfilm uit 1928 onder regie van Tod Browning. Destijds werd de film in Nederland uitgebracht onder de titel Het nachtleven van New York.. De film geldt als een verloren film omdat de laatst bekende kopie in 1967 tijdens een brand in de archieven van MGM verloren is gegaan.

## Verhaal
De crimineel Chuck Collins is een ruwe bolster met een blanke pit. Hij krijgt het aan de stok met een bende van Curly, die juwelendiefstallen pleegt bij de rijken van New York. Het lukt Collins om de juwelen te stelen van de bende. Hij wil ze voor zichzelf houden, maar de mooie Sunshine haalt hem er uiteindelijk toe over om een eerlijk leven te gaan leiden.

## Rolverdeling
| Acteur           | Personage     |
| ---------------- | ------------- |
| Lon Chaney       | Chuck Collins |
| Marceline Day    | Sunshine      |
| James Murray     | Curly         |
| Betty Compson    | Helen         |
| Matthew Betz     | Red           |
| John George      | Arabier       |
| Virginia Pearson | Tennessee     |
| Walter Percival  | Grogan        |
| Lew Short        | O'Hara        |
| Eddie Sturgis    | Blinkie       |